# Кулешики
Кулешики — заправні перші страви, пюреподібні супи. Особливість кулешиків у тому, що їх готують у протертому (пюреподібному) вигляді. Тому у багатьох кухнях кулешики називають пюреподібними супами. В українській кухні кулешики готують в основному з гороху, круп, картоплі, грибів і овочів з додаванням інших продуктів. Кулешики широко використовують у дитячому і дієтичному харчуванні.

## Особливості приготування
Для приготування кулешиків продукти піддають тепловій обробці (варінню, тушкуванню, припусканню) разом з пасерованою цибулею, морквою, потім подрібнюють і розводять бульйоном, молоком, овочевим відваром. Щоб часточки продуктів не осіли, в кулешики (крім кулешиків з крупами) додають розведену проціджену борошняну пасеровку і кип'ятять. Для поліпшення смаку і поживності як додатковий загусник використовують льєзон з жовтків і молока, який додають у кулешик, охолоджений до температури 55 °С. Кулешик заправляють маслом, щоб він набув ніжної консистенції.
Для приготування овочевих протертих кулешиків використовують картоплю, моркву, цвітну капусту, зелений горошок, кабачки, гарбуз, свіжі огірки, томати, шпинат, стручки квасолі та інші овочі. Кулешик готують з одного або кількох видів овочів.

## Як подають
До кулешиків окремо на тарілці подають сухі грінки (пшеничний хліб, нарізаний кубиками і підсушений у жаровій шафі) або пиріжки.
До деяких кулешиків перед подаванням додають не подрібнений гарнір (15-20 г на порцію) з продуктів, що входять до складу кулешику.
Перед подаванням овочевих протертих кулешиків у тарілку кладуть частину непротертих овочів, наливають кулешик. Окремо подають грінки.

## Обрані рецепти

### Кулешик з картоплі
Склад. Картопля — 480/360, морква — 25/20,петрушка (корінь) — 13/10, цибуля ріпчаста — 48/40; борошно пшеничне — 20, масло вершкове — 20, молоко — 150, яйця — 0,25 шт., бульйон — 750.Вихід — 1000.
Приготування. Ріпчасту цибулю, моркву шаткують і пасерують на вершковому маслі. Картоплю заливають гарячою водою або бульйоном і варять до півготовності, додають петрушку (корінь), пасеровані овочі і варять до готовності. Зварені овочі протирають разом з відваром, додають розведену борошняну пасеровку, бульйон або відвар, кладуть сіль і варять 7-10хв. Кулешик заправляють льєзоном або гарячим молоком з вершковим маслом.
Як подавати. Перед подаванням у тарілку можна покласти відварену картоплю, нарізану кубиками, або пасеровану, нарізану соломкою, цибулю-порей, і налити кулешик. Окремо подати грінки.

### Кулешик з різних овочів
Склад. Капуста свіжа — 100/80, картопля — 120/90, морква — 75/60, цибуля ріпчаста — 48/40, горошок зелений консервований — 31/10, борошно пшеничне — 20, масло вершкове — 20, молоко — 150, яйця — 0,25 шт., бульйон або вода — 750, Вихід — 1000.
Приготування. Цибулю шаткують і пасерують. Ріпу, капусту білоголову шаткують і обшпарюють (окремо), щоб видалити гіркість. Картоплю, нарізану часточками, варять окремо. Моркву і ріпу припускають з невеликою кількістю бульйону і вершкового масла, кладуть капусту, пасеровану цибулю і припускають до готовності.
Наприкінці припускання додають зелений горошок і варену картоплю. Підготовлені овочі протирають (частину моркви, зеленого горошку, ріпи не протирають), додають розведену і проціджену борошняну пасеровку, розводять бульйоном або овочевим відваром до консистенції густих вершків, заправляють сіллю і варять 7-10 хв Охолоджений до температури 70 °С кулешик заправляють льєзоном і вершковим маслом.
Як подавати. Перед подаванням у тарілку кладуть зелений горошок, відварені і нарізані маленькими кубиками ріпу, моркву і наливають кулешик. Окремо подають грінки.

### Кулешик з перлової крупи або рису
Склад. Морква — 25/20, петрушка (корінь) — 13/13, цибуля ріпчаста — 24/20, крупа перлова — 80 або рис — 100, масло вершкове — 20, молоко — 150, яйця — 10, бульйон або вода — 750. Вихід — 1000.
Приготування. Овочі шаткують, злегка пасерують і припускають. Підготовлені крупи кладуть у киплячий бульйон або воду (на 1 кг круп або рису 5 л бульйону), додають вершкове масло, закривають кришкою і варять при слабкому кипінні до готовності. Зварену крупу і припущені овочі протирають разом з відваром, розводять бульйоном до консистенції густих вершків, доводять до кипіння, охолоджують і заправляють льєзоном або гарячим молоком і вершковим маслом. Для гарніру окремо в м'ясному або курячому бульйоні варять розсипчастий рис або перлову крупу.
Як подавати. Перед подаванням у тарілку кладуть розсипчасту кашу, наливають кулешик. Окремо подають грінки.

### Кулешик з бобових
Склад. Морква — 25/20, петрушка (корінь) — 13/10, цибуля ріпчаста — 48/40, горох або квасоля — 141/140, борошно пшеничне — 20, масло вершкове — 20, бульйон або вода — 850. Вихід — 1000.
Приготування. Бобові замочують у воді на 5-8 год., заливають холодним без солі бульйоном або водою на 1-2 см вище рівня гороху або квасолі і варять до розм'якшення. При варінні слід доливати гарячу воду, оскільки вона швидко википає. Кладуть пасеровані овочі і варять до готовності. Масу протирають і змішують з розведеною і процідженою борошняною пасеровкою, додають сіль і кип'ятять. Заправляють вершковим маслом, гарячим молоком або вершками.
Як подавати. Перед подаванням у тарілку наливають кулешик, окремо подають грінки. Такий кулешик можна приготувати з копченою свинячою грудинкою або корейкою. Копчену грудинку або корейку варять, нарізують кубиками і кладуть у тарілку. Бульйон, який залишився, доливають у кулешик, коли бобові зваряться.

### Кулешик з печінки
Склад. Печінка яловича — 120/100 або теляча, бараняча, свиняча — 114/100, морква — 50/40, петрушка (корінь) — 27/20, цибуля ріпчаста — 48/40, борошно пшеничне — 40, масло вершкове — 40, молоко — 150, яйця — 10, бульйон або вода — 600. Вихід — 1000.
Приготування. Підготовлену печінку нарізують шматочками, злегка обсмажують на вершковому маслі разом з морквою, петрушкою і цибулею, вливають бульйон і тушкують до готовності.
Готові продукти пропускають через м'ясорубку з густою решіткою або протирають на протиральній машині. Протерту масу змішують з розведеною борошняною пасеровкою, розводять бульйоном, кладуть сіль і доводять до кипіння. Заправляють льєзоном і вершковим маслом.
Як подавати. Кулешик наливають у тарілку, окремо подають грінки.

## Вимоги до якості кулешиків
Однорідна маса без грудочок борошна, яке заварилося, кусочків непротертих продуктів і поверхневих плівок. Консистенція еластична, нагадує густі вершки. Колір білий або властивий продукту, з якого приготовлений. Смак ніжний, у міру солоний.